# Тетрахлорид селена
Тетрахлорид селена — неорганическое соединение селена и хлора с формулой SeCl4, светло-жёлтые кристаллы, реагируют с водой. Ядовит.

## Получение
- Действие хлора на селен:

{\displaystyle {\mathsf {Se+2Cl_{2}\ {\xrightarrow {}}\ SeCl_{4}}}}
- Действие тионилхлорида на диоксид селена:

{\displaystyle {\mathsf {SeO_{2}+2SOCl_{2}\ {\xrightarrow {}}\ SeCl_{4}+2SO_{2}}}}

## Физические свойства
Тетрахлорид селена образует светло-жёлтые кристаллы ромбической сингонии, пространственная группа B mam, параметры ячейки a = 2,934 нм, b = 0,973 нм, c = 1,493 нм, Z = 32.
Легко возгоняется, что используется для его очистки,
плавится только под избыточным давлением, превращаясь в тёмно-красную жидкость.

## Химические свойства
- Разлагается при нагревании:

{\displaystyle {\mathsf {SeCl_{4}\ {\xrightarrow {200-300^{o}C}}\ SeCl_{2}+Cl_{2}}}}
{\displaystyle {\mathsf {SeCl_{4}\ {\xrightarrow {350^{o}C}}\ Se+2Cl_{2}}}}
- Реагирует с влагой из воздуха:

{\displaystyle {\mathsf {SeCl_{4}+H_{2}O\ {\xrightarrow {}}\ SeOCl_{2}+2HCl}}}
- Реагирует с водой:

{\displaystyle {\mathsf {SeCl_{4}+3H_{2}O\ {\xrightarrow {}}\ H_{2}SeO_{3}+4HCl}}}
- Реагирует с щелочами:

{\displaystyle {\mathsf {SeCl_{4}+6NaOH\ {\xrightarrow {}}\ Na_{2}SeO_{3}+4NaCl+3H_{2}O}}}
- Реагирует с диоксидом селена, растворённым в серной кислоте:

{\displaystyle {\mathsf {SeCl_{4}+SeO_{2}\ {\xrightarrow {66^{o}C,vacuum}}\ 2SeOCl_{2}}}}
- При растворении в холодной концентрированной соляной кислоте образует гексахлороселенистую кислоту:

{\displaystyle {\mathsf {SeCl_{4}+2HCl\ {\xrightarrow {0^{o}C}}\ H_{2}[SeCl_{6}]}}}

## Применение
- Очистка селена.
- Хлорирующий агент.

## Требования безопасности
Вещество токсично. ПДК 0,01 мг/л. При попадании в организм в чистом виде может вызвать сильную интоксикацию. Также хлорид селена(IV) может раздражать слизистые оболочки. 
ЛД50 на крысах - 100 мг/кг.